# Выльгорт
Вы́льгорт (с коми — «Новый дом») — село в Республике Коми, административный центр Сыктывдинского района и муниципального образования сельского поселения «Выльгорт».

## Этимология
Выльгорт упоминается с 1586 года. Само же название Выльгорт происходит от коми выль — «новый» и коми горт — «дом», то есть Выльгорт — «починки, новинки».

## География
Расположено на реке Сорд, недалеко от её впадения в Сысолу. Село прилегает непосредственно к юго-западной части города Сыктывкара, с которым связано автобусным сообщением (маршруты 101, 174).

## История

### XVI—XIX век
Впервые Выльгорт упомянут в писцовой книге 1586 году: «Деревня Алексеевская, что был написан погост Вильгорт», 2 двора. В одном жил Иван Алексеевич (фамилия не названа), вероятно, сын основателя деревни, от имени которого селение получило своё название. По соседству с деревней Алексеевской располагались ещё 6 деревень (Петровская, Васильевская на Долгой Полянке, Матвеевская, Сидоровская, Максимовская и Афанасьевская) и 4 починка (Афанасьев, Ошкин, Березник и Алексеевский «на Горнове полянка»). Во II пол. XVII в. все они слились в одно поселение Выльгорт.
В 1586 году во всех 11 поселениях было 20 крестьянских дворов. Поскольку все эти населённые пункты входили в состав Шошкинской волости, то, очевидно, первыми их жителями были коми, которые переселились сюда из Шошки.
В 1608 году в деревне Алексеевской и соседних деревень насчитывалось 11 жилых и 8 пустых крестьянских дворов. Обитатели опустевших дворов умерли от голода во время неурожаев 1601—1602 гг., или, спасаясь от голодной смерти, переселились в Прикамье. Во II пол. XVII в. в дер. Алексеевской построили часовню и в переписной книге 1678 г. этот населённый пункт записан как погост Выльгорт. Некоторые выльгортцы, обнищав, переселились в «Сибирские города» или ушли «кормитца христовым именем, а куды, про то неведомо…».
В 1693 году в Выльгорте была построена Сретенская церковь, здесь появились дворы церковнослужителей. К этому времени возле Выльгорта возникло несколько новых деревень, получивших названия, главным образом, по фамилиям их первопоселенцев—Оплесниновская, Лыткиновская, Кузьвасевская. Постепенно все деревни, расположенные возле Выльгорта, объединились с ним в один населённый пункт.
В 1846 г. в селе открылась церковно-приходская школа. В 1847 г. построили каменную церковь. В 1859 г. в селе было 220 дв., 1420 чел., здесь имелось 2 церкви.По числу жителей Выльгорт уступал лишь городам Усть-Сысольску и Яренску.
В 1860 г., по данным книги «Начальное образование в Вологодской губернии», сюда из Ыба перевели земское училище.
В 1870 г. открылось Выльгортское мужское земское училище, в 1897 г. (по данным книги «Начальное образование в Вологодской губернии»; по другим данным, в 1900 г.) — женское земское училище. В декабре 1895 г. выльгортцы обратились к уездным властям с просьбой об открытии в селе народной библиотеки-читальни; проект её устава был утвержден губернским руководством в 1896 г.

### XX век
В 1913 г. построено здание начальной школы по проекту Альберти и А. В. Холопова (памятник архитектуры, охраняется государством).
В 1916 г. в Выльгорте имелись 4 мелочные лавки.
В 1918 г., по данным С. И. Налимова, в селе впервые показали кинофильм.
В сентябре 1917 в Выльгорте создан Совет крестьянских депутатов.
В годы гражданской войны село занимали войска белых (ноябрь 1919).
1-я ячейка РКП(б) создана 14 октября 1919, 1-я ячейка РКСМ — 21 февраля 1920.
В марте 1920 образована 1-я сельхозартель.
1-й колхоз «Красный маяк» возник 25 января 1930.
В 1929 году Выльгорт стал центром Сыктывдинского района.
В 1930 г. в Выльгортский сельский совет входили деревни Ветевгрезд, Вичкодор, Грезд, Дав, Давпон, Ляпыд, Ляпыдпон, Седьяков, Силапиян, Сорма, Худяевгрезд, Якощ и починки Анькыща, Брагашор, Вожаелью, Денисовка, Кокыль-устье, Красная Звезда, Убшор, Човбок (Мироново), Човоболтаустье.
10 февраля 1935 г. был образован Сыктывдинский район с центром в селе Выльгорт.
Во время Великой Отечественной войны жители села собрали 124 797 руб. на танковую колонну «Коми колхозник» (1942). В 1940 г. была организована фабрика валяной обуви. В 1941 возник лесопункт (цех артели им. Пушкина).
В 1957 на базе нескольких колхозов села было создано Выльгортское отделение совхоза «Сыктывкарский».
В 1964 пущена в строй птицефабрика «Сыктывкарская».
В 1966 г. началось строительство нового комплекса сельхозтехникума; его первая очередь вошла в строй в 1972 г.
В 1965 году с селом Выльгорт были официально объединены деревни Ветевгрезд, Грезд и Седьяково, 24 июня 1969 г. — д. Ляпыд, 23 сентября 1975 года — деревни Дав и Силапиян, 19 ноября 1991 г. — деревни Ёляты и Пичипашня.

## Население
| 1939    | 1959    | 1970    | 1979    | 1989    | 2000    | 2002    |
| ------- | ------- | ------- | ------- | ------- | ------- | ------- |
| 2402    | ↗4068   | ↗4787   | ↗8512   | ↗8965   | ↗11 392 | ↘10 211 |
| 2009    | 2010    | 2012    | 2013    | 2014    | 2015    | 2016    |
| ↗11 335 | ↘10 289 | ↗10 738 | ↗10 979 | ↗11 251 | ↗11 574 | ↗11 756 |
| 2017    | 2018    | 2019    | 2020    | 2021    |         |         |
| ↗11 946 | ↗12 171 | ↗12 494 | ↗12 661 | ↘10 564 |         |         |

## Инфраструктура
- Две среднеобразовательные школы.
- Дом народных ремёсел «Зарань».
- Межрайонная инспекция Федеральной налоговой службы Российской Федерации № 1 по Республике Коми.
- Отделение Пенсионного фонда Российской Федерации.
- Сельскохозяйственный техникум.
- Производственно-техническое училище.
- Действуют те же операторы сотовой связи, что и в Сыктывкаре (ТЕЛЕ2, Билайн, Мегафон, МТС).
- Детская музыкальная школа им. С. И. Налимова.

## Административное устройство
Номинально село Выльгорт — это самостоятельная административная единица, де-факто же, территориально Выльгорт можно рассматривать как пригород Сыктывкара.
Выльгорт условно может быть разделён на основную часть и на посёлок при птицефабрике (так же в народе называемый Пичипашней). Внутри основной части Выльгорта условное деление на районы не является официальным, но принято населением и в данный момент привязано в основном к автобусным остановкам (перечислены в порядке следования из Сыктывкара в Выльгорт):
- Дав-1
- Дав-2
- Худяево
- Сорма
- Центр
- Лесхоз
- Сельхозтехникум (она же Ляпыд)
- Ляпыд Пом (вероятно, правильно «Ляпыдпон») (она же «Бывшая конечная Выльгорта»)
- далее между основным Выльгортом и птицефабрикой расположена остановка «ПМК» (она же «ГАИ»), после неё на территории, относящейся к посёлку при птицефабрике, следуют остановки:
- Проходная
- Школа
- Конечная (здесь расположен лыжный стадион)

## Экономика
Производство валенок, мебели, птицеводство по промышленному типу (с преимущественным производством куриного яйца и сопутствующим выпуском мясных изделий).

## Достопримечательности

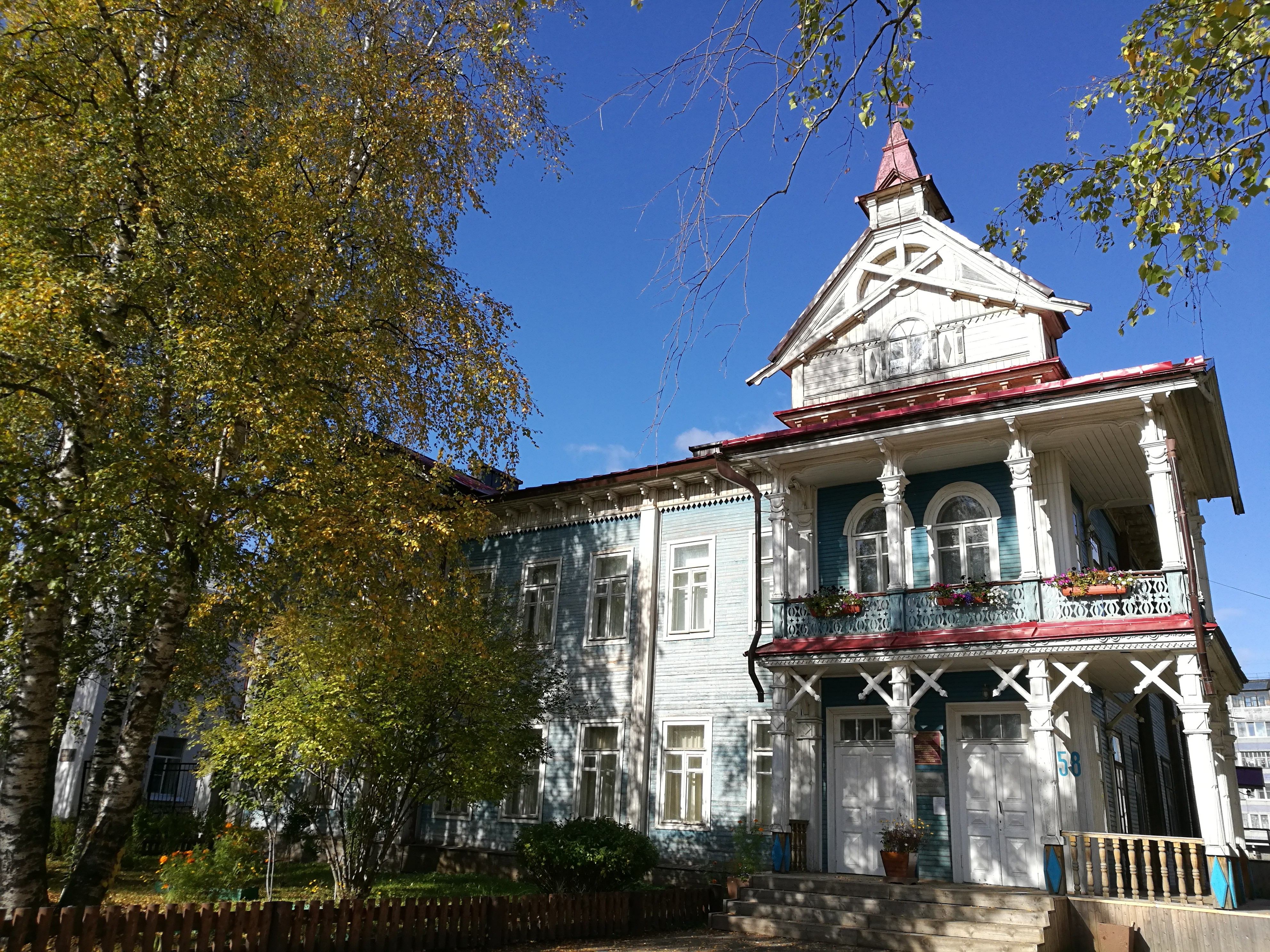
Здание начального училища

Памятник архитектуры — деревянное здание начальной школы (1913).
Незаурядные способности в области архитектуры проявил А. В. Холопов. Под его руководством было сооружено несколько общественных зданий. Особенно выделяется среди них школьное здание в Выльгорте, отличающееся строгостью архитектурных линий, выразительным орнаментальным оформлением фасада и крыльца, тщательностью отбора строительного материала — леса.

## Спортивные сооружения
- Один из крупнейших в России лыжных комплексов, названный в честь многократной олимпийской чемпионки Раисы Сметаниной. Лыжный стадион Республиканский лыжный комплекс им. Р. Сметаниной построен в 1977 году.
- Коми республиканская конно-спортивная школа. Основная порода — племенные чистопородные русские тракены.

## Деревни села Выльгорт
- Ветевгрезд — в списке начала 1926 года отмечена как составная часть села Выльгорт. В конце 1926 в Ветёвгрезде было 27 дворов, 130 человек. В 1963—151 житель. В 1965 официально включена в состав села.
- Вичкодор — отмечено в списке 1926, но эта расположенная в центре Выльгорта деревня близ церкви существовала, несомненно, с более раннего времени. Церковь в Выльгорте была построена в 1693 году. При переписях деревня отдельно от Выльгорта не фиксировалась; в списке 1926 она указана как одна на трех составных частей села. В июне 1923 — марте 1924 здесь существовало товарищество по совместной обработке земли. 26 апреля 1930 по данным С. И. Налимова, создан колхоз «Югыд кодзув». В 1931 колхоз переименовали в «Красный партизан».
- Грезд — в 1925 году здесь было 82 дворов, 330 чел. В начале 1930-х гг. здесь и в Ляпыде возник колхоз «Ким». В 1963 в Грезде жили 447 человек. В 1965 официально включен в состав Выльгорта.
- Давпон — деревня в 3 км от центра села. В списках населённых мест и переписях не упоминалась до 1925, фиксировалась вместе с соседними селениями. В 1915 в Давпоне в частном доме открылось земское училище. 29 августа 1961 включена в черту города Сыктывкара. Её название закрепилось за расположенной здесь частью города.
- Дав — деревня в 1,5 км от центра села. Упомянута в переписи 1920 (ранее в переписях фиксировалась вместе с соседними селениями, хотя самими жители выделялась как отдельное поселение). 6 мая 1926 здесь возникло товарищество по совместной обработке земли. 25 января 1930 в деревне Дав и Худяево был организован колхоз «Красный маяк», объединивший 13 хозяйств. В 1930 здесь имелась школа 1-й ступени. 23 сентября 1975 официально включена в состав села.
- Худяево — упомянута в списке 1925 (Худяевгрезд). Ранее в переписях фиксировалась вместе с соседними деревнями, хотя самими жителями выделялась как отдельное селение. Во время I мировой войны в деревне открылась начальная школа. В 1967 включена в состав деревни Дав.
- Ляпыд — деревня в 1,5 км от центра села. Упомянута в переписи 1920 (ранее фиксировалась в переписях вместе с соседними селениями, хотя самими жителями выделялась как отдельная деревня). В годы I мировой войны в Ляпыде открылась начальная школа. В 1930 в деревне имелась школа 1-й ступени. 24 июня 1969 официально включена в состав села.
- Ляпыдпон — упомянута в переписи 1920, в 1926 — 36 дворов, 155 человек. В 1965 включена в состав деревни Ляпыд.
- Якощ — в списке 1926 — Ляпыд-якоч, в списке 1930 — Якощ. В 1965 включена в состав деревни Ляпыд.
- Седьяково — упомянута в списке начала 1926 как одна из составных частей села. В конце 1926 в деревне было 12 дворов, 47 человек. В списке 1930 — д. Седьяков, в списке 1956 — Седьяково. В 1965 официально включена в состав Выльгорта.
- Силапиян — упомянута в списке 1926 как составная часть деревни Сорма. В конце 1926 в Силапиян насчитывалось 34 дворов, 139 человек. 23 сентября 1975 включена в состав села Выльгорт.
- Сорма — 25 августа 1923 здесь возникло товарищество по обработке земли. В 1926 в Сорме было 102 дворов, 445 человек. В списке 1956 и последующих не значится.
- Пичипашня — поселок на левом берегу речки Важъелью (левый приток Сысолы). В списке 1930 не значится. На топографических картах 1940-х — Пичи-Пашня. В 1967 в его состав включен починок Захаровка. 19 ноября 1991 официально включен в состав села. В конце 1920-х силами 2800 заключённых началось строительство железной дороги Усть-Сысольск — Пинюг. А в 1932 трасса готовая на 30 % была законсервирована в связи с неперспективностью. Эту железнодорожную насыпь можно было видеть в районе Пичипашни до самого последнего времени.
- Ёля-Ты — поселок у старичного озера Ёля-Ты . Возник в 1930—1940-х. На топографических картах 1940-х — Опытное Поле. В 1949 г. здесь находилось 94 высланных: 56 «бывших кулаков», 27 немцев (6 семей), 8 западных украинцев, 3 «власовца». 6 июля 1965 переименован в Ёля-Ты. В 1991 включен в состав села Выльгорт.

Сейчас в Ёля-Ты ведётся строительство коттеджного поселка на рублевский манер «Сосновый берег» (141 коттедж, размеры участков от 12 до 30 соток).
Не так давно именно здесь, на песчаном берегу озера, поросшем столетними соснами, располагался пионерский лагерь «Тимуровец», ныне разграбленный и разрушенный.

## Люди, связанные с селом
Уроженцами села являются:
- В. П. Налимов — ученый-этнограф.
- К. Ф. Жаков — этнограф, писатель, философ-идеалист. Известность получили его очерки «На Север, в поисках за Памом Бурмортом» (1905), автобиографическая повесть «Сквозь строй жизни» (1912—1914). Его перу принадлежит и эпическая поэма «Биармия».
- С. И. Налимов — выдающийся мастер по изготовлению музыкальных инструментов.
- Общественный деятель Д. Я. Попов. На съезде земского собрания в Усть-Сысольске (19.01.1918) он говорил: «Сегодня мы… создали верховную власть, после чего я могу свободно сказать вам о чрезвычайной важности автономии для нашего края… Нам, зырянам, имеющим особые условия быта, мировоззрения и языка надо стремится к этому не считаясь с требованиями и интересами других. Край наш раньше служил лишь окраиной Великороссии, когда он имеет полное право на самостоятельное существование, обладая национальными богатствами и даже выходом в море. Мы должны послать делегата на имеющий быть в недалеком будущем съезд представителей Северо-Восточных губерний для выработки общего положения об образовании из губерний: Уфимской, Пермской, Вятской, Ярославской, Костромской, Вологодской, Олонецкой и Архангельской особой автономной окраинной единицы».
- Поэт и краевед Александр Витальевич Мелехин;
- Героиня гражданской войны Д. Ф. Каликова. Дочь бедной крестьянки деревни Дав Вильгортской волости партизанка Усть-Сысольского отряда находясь в разведке была схвачена белогвардейцами. Погибла под пытками смертью героя.
- Герой Советского Союза Н. В. Оплеснин. В конце сентября 1941 года Николай Оплеснин блестяще выполнил сложную задачу: провёл разведку в районе деревни Ямно и Селищенского посёлка, трижды переплыв под огнём противника реку Волхов, и вывел дивизию из вражеского окружения.
- О. П. Фёдоров — русский художник, живописец.
- М. А. Налимов — советский инженер, специалист в области вакуумной радиоэлектроники, лауреат Сталинской премии (1951), уроженец села.

В селе похоронен И. М. Вавилин, коми поэт.